# Pehr Thyselius (historiker)
Pehr Erik Ludvig Thyselius, född 29 december 1808 i Österhaninge socken, död 10 november 1881 i Allhelgona socken, Södermanland, var en svensk präst, historiker och politiker.
Pehr Thyselius var son till Pehr Thyselius och Christina Margareta Bergsten. Efter att ha genomgått Örebro skola och Strängnäs gymnasium blev han 1827 student vid Uppsala universitet, 1832 filosofie kandidat, 1833 filosofie magister samt 1834 docent i nordisk fornkunskap där. 1837–1854 var han lektor i historia och geografi vid Krigsakademien å Karlberg. Ha prästvigdes i Stockholm 1841 och utnämndes 1853 till kyrkoherde i Nyköpings östra församling, vilken befattning han 1854 tillträdde och sedan innehade fram till sin död. Från 1858 var han kontraktsprost i Nyköpings östra kontrakt. Thyselius var ledamot av prästeståndet vid riksdagarna 1862–1863 och 1865–1866. Han uppträdde därunder som anhängare av det De Geerska representationsförslaget. Han var under sin stockholmstid en flitig arkivforskare och utgav urkundssamlingar till Sveriges kyrko- och skolhistoria, nämligen Handlingar rörande Svenska kyrkans och läroverkens historia (1–2, 1839–1841), som särskilt belyste dessa institutioners ställning under Gustav II Adolfs tid, Handlingar rörande Sverges inre förhållanden under konung Gustaf I (1–2, 1841–1845, delvis tillsammans med V. Ekblom), samt Bidrag till Svenska kyrkans och läroverkens historia (1848). Han författade även en mängd mindre historiska avhandlingar och tidskriftsartiklar. Thyselius utgåvor betecknar ett stort framsteg i den historiska urkundspubliceringen, då han var den förste som systematiskt utnyttjade riksregistraturet. Thyselius var ledamot av Samfundet för utgivande av handskrifter till Skandinaviens historia med flera lärda sällskap och blev 1849 teologie doktor vid Leipzigs universitet.